# Atotonilquillo, Tepatitlán de Morelos
Atotonilquillo är en ort i Mexiko.   Den ligger i kommunen Tepatitlán de Morelos och delstaten Jalisco, i den centrala delen av landet, 400 km väster om huvudstaden Mexico City. Atotonilquillo ligger 1 886 meter över havet och antalet invånare är 123.
Terrängen runt Atotonilquillo är platt åt nordväst, men åt sydost är den kuperad. Runt Atotonilquillo är det ganska tätbefolkat, med 86 invånare per kvadratkilometer. Närmaste större samhälle är Tepatitlán de Morelos, 10,9 km nordväst om Atotonilquillo. I omgivningarna runt Atotonilquillo växer huvudsakligen savannskog.